# اوسمار فریرا جونیور
اوسمار فریرا جونیور (به پرتغالی: Osmar Ferreira Júnior) مهاجم اهل برزیل است که در شهر سائو گونسالو، ریو دو ژانیرو و در تاریخ ۲۱ مارس ۱۹۸۷ به دنیا آمده‌است.
اوسمار فریرا جونیور در تیم‌های فوتبال Fluminense سابقهٔ حضور دارد